# Polski Blok Ludowy
Polski Blok Ludowy (PBL) – polska partia polityczna, założona w 2003 przez członków koła poselskiego o tej samej nazwie, które powstało w grudniu 2002. Rozwiązana w 2004 (koło poselskie istniało do stycznia 2005). Odwoływała się do wartości patriotyczno-ludowo-demokratycznych. Przewodniczącym ugrupowania był Wojciech Mojzesowicz. W 2014 PBL został reaktywowany jako ugrupowanie nieformalne (jego prezesem został Wacław Klukowski).
Polski Blok Ludowy powstał w wyniku wystąpienia z Samoobrony Rzeczypospolitej Polskiej posła Wojciecha Mojzesowicza i niedużej grupy związanych z nim posłów. Posłami utworzonego 6 grudnia 2002 koła zostali Wacław Klukowski, Dorota Kwaśniewska, Wojciech Mojzesowicz i Lech Zielonka. W marcu 2003 dołączyła do nich Bożena Kozłowska, a w lipcu tego samego roku Piotr Smolana. Partia została zgłoszona do ewidencji 4 czerwca 2003 i zarejestrowana 23 lipca tego samego roku. W styczniu 2004 Koło Poselskie Polskiego Bloku Ludowego porozumiało się w sprawie połączenia z Klubem Parlamentarnym Polskiego Stronnictwa Ludowego, w wyniku czego w marcu powstał wspólny Klub Parlamentarny PSL-PBL, który istniał jednak jedynie do kwietnia, kiedy to Polski Blok Ludowy wystąpił z tej koalicji. W wyborach do Parlamentu Europejskiego w tym samym roku PBL porozumiał się z Ligą Polskich Rodzin, w wyniku czego na liście LPR w okręgu gorzowskim znalazł się Wacław Klukowski (eurodeputowany PBL od 1 maja do 19 lipca 2004, nienależący do żadnej frakcji), jednak nie uzyskał on mandatu. W maju do Federacyjnego Klubu Parlamentarnego przeszedł Lech Zielonka, a w czerwcu koło opuściły także Bożena Kozłowska i Dorota Kwaśniewska, w wyniku czego jego liczebność zmalała do 3 posłów. 22 listopada tego samego roku partia została wyrejestrowana, a w styczniu 2005 przestało istnieć Koło Poselskie PBL. Większość działaczy partii przeszła do Prawa i Sprawiedliwości.
W marcu 2014 Polski Blok Ludowy został reaktywowany jako nieformalne ugrupowanie. Nastąpiło to po odejściu działaczy z tego środowiska z Polski Razem (wcześniej, po odejściu z PiS w 2009, współpracowali oni z PO, a w 2010 współtworzyli PJN, która po rozwiązaniu w 2013 współtworzyła Polskę Razem; Wojciech Mojzesowicz był wiceprezesem PJN i skarbnikiem Polski Razem). Prezesem reaktywowanego PBL został Wacław Klukowski. 15 marca ugrupowanie zawarło porozumienie z Solidarną Polską przed wyborami do Parlamentu Europejskiego. Wacław Klukowski w 2015 startował do Sejmu z listy KORWiN, w 2018 współtworzył Partię Chłopską (która weszła w sojusz z SLD), a później został działaczem powołanej w 2019 nieformalnej Konfederacji Rolniczo-Konsumenckiej, będącej do 2021 częścią Konfederacji Wolność i Niepodległość (z którą związał się wcześniej Wojciech Mojzesowicz, będący wiceprezesem KRK).

## Koło Poselskie PBL (od 6 grudnia 2002 do stycznia 2005)
poseł, okręg wyborczy, przynależność na końcu kadencji
- Wacław Klukowski, okręg Szczecin, Prawo i Sprawiedliwość
- Bożena Kozłowska – od marca 2003 do czerwca 2004, okręg Szczecin, Sojusz Lewicy Demokratycznej
- Dorota Kwaśniewska – do czerwca 2004, okręg Piotrków Trybunalski, Polskie Stronnictwo Ludowe
- Wojciech Mojzesowicz, okręg Bydgoszcz, Prawo i Sprawiedliwość
- Piotr Smolana – od lipca 2003, okręg Bielsko-Biała, Dom Ojczysty
- Lech Zielonka – do maja 2004, okręg Gdynia, Stronnictwo Gospodarcze

Wszyscy posłowie PBL zostali wybrani z list Samoobrony RP.